# 島田茂 (官僚)
島田 茂（しまだ しげる、1885年9月22日 - 1953年9月26日）は、昭和時代の日本の大蔵省官僚。台湾銀行頭取。

## 人物
岡山県出身。旧制津山中学校卒業。東京帝国大学卒業後、大蔵省入省。書記官、特別銀行課長等を経て、1927年に台湾銀行頭取となり、昭和金融恐慌で休業に陥った同行の再建にあたった。1934年に帝人事件で逮捕され辞職した。